# 한국수산과학회
한국수산과학회는 사회 일반에 이익을 공여하기 위하여, 공익법인의 설립· 운영에 관한 법률의 규정에 따라 수산학의 발전 및 그 응용에 관한 연구의 촉 진과 상호연락 및 제휴를 하도록 하며, 학술문화의 발전에 기여하는 사업을 행할 목적으로 1981년 12월 7일 설립허가된 대한민국 미래창조과학부 소관의 사단법인이다. 사무실은 608-737 부산광역시 남구 대연3동 599-1, 부경대학교 내에 있다.